# Progreso (Yucatán)
Progreso (kiejtve: Progreszo, nevének jelentése „haladás, fejlődés”) egy város Mexikóban, Yucatán államban, a Yucatán-félsziget északi partján. Az állam fővárosától, Méridától körülbelül 35 km-re északra fekszik. Lakossága 2010-ben körülbelül 37 ezer fő volt. Halászati központ és konténerkikötő. A Calle 19. Progreso eredeti kőkikötőjét kibővítették, így csábítva ide a nagy sétahajókat is.

## Földrajz
Progreso a Yucatán-félsziget északi partján terül el, a tengerparton hosszasan elnyúlva, sík területen, legmagasabb pontja is csak mindössze néhány méterrel emelkedik a tenger szintje fölé. A város abban az óriási Chicxulub-kráterben fekszik, amelynek középpontja a közeli Chicxulub halászfaluban van. Az évi átlagos hőmérséklet 24–26 °C, a csapadék mennyisége 700 mm körüli.

## Népesség
A település népességének alakulása a közelmúltban:
| Év   | Lakosság |
| ---- | -------- |
| 1990 | 35 280   |
| 1995 | 40 005   |
| 2000 | 44 354   |
| 2005 | 35 519   |
| 2010 | 37 369   |

## Története
A város környékén a Yucatán-félsziget nagy részével ellentétben nem találtak maja leleteket. A város a 19. század közepén jött létre, amikor felmerült az igény, hogy a szizálkereskedelem vámkikötője új helyre, az állam fővárosához közelebb kerüljön. Ignacio Comonfort elnök 1856. február 25-én engedélyezte az új település létrehozását, de hivatalosan csak 1871. július 1-én jött létre. Még ebben az évben megindult a kereskedelem, és felavatták az első távíróvonalat is. 1875. január 9-én villa, majd még ugyanezen év októberének 4-én ciudad (város) rangra emelkedett. A  század végén Progreso az azonos nevű partido székhelyévé vált. 1875-ben kezdték el építeni a községi palotát, 1881-ben pedig kompközlekedés indult. 1906-ban Porfirio Díaz elnök, 1911-ben pedig kampánykörútja során Francisco Ignacio Madero is ellátogatott Progresóba. A jelenlegi vámkikötőt 1936 és 1947 között építette meg a dán Christiane & Nielsen cég.

## Turizmus, látnivalók
A város tengerpartja a legforróbb hónapokban (júl-aug.) a méridaiak üdülőhelyeként szolgál.
Dél felé, a város és Mérida között található Dzibilchaltún maja régészeti lelőhely. A Mexikói-öbölben, a várostól északra fekszik az Arrecife Alacranes Nemzeti Park (Skorpió-zátony Nemzeti Park) igen gazdag tengeri élővilággal.
A településen múzeumok nincsenek, de néhány figyelemre méltó épület igen. Közéjük tartozik a vám régi épülete, a világítótorony, az ország leghosszabb mólója, a községi palota és az egykori San Ignacio hacienda. Augusztus 7-én San Telmo, a halászok védőszentjének napját ünneplik, június elsején a tengerészet napját, április második felében pedig karnevált tartanak.